# Жолткевич, Лидия Александровна
Лидия Александровна Жолтке́вич (20 декабря 1900  [2 января 1901], Подлесцы, Хмельницкая область — 19 марта 1991, Москва) — русская и советская художница, график, книжный иллюстратор, живописец, монументалист. Член Ассоциации художников-графиков при Доме печати (1925), член МОССХа (с 1932), член Союза художников СССР.

## Биография
Родилась 20 декабря 1900 (2 января 1901) года. Место рождения не уточнено, зарегистрирована впервые в возрасте двух лет в метрической книге в селе Подлесцы, Заславский уезд, Волынская губерния, что впоследствии фигурировало в документах как место рождения (по другим данным, родилась в Одессе). Отец — Александр Ферапонтович Жолткевич, революционер, участник южно-российского народнического движения, находясь в ссылке в Иркутске познакомился с будущей женой, Анной (Ханой) Исааковной Крючкович из еврейской семьи ссыльно-поселенца из г. Шклова Могилевской губернии. В 1908 году из-за преследования властей А. Ф. Жолткевич с семьей эмигрировал во Францию, где увлекся скульптурой, учился у А. Бурделя; в 1910 году поселился в знаменитом «Улье» (La Ruche). Лидия Жолткевич с ранних лет проявляла художественные способности, чему способствовала активная творческая атмосфера «Улья», среди обитателей которого в этот период — М. Шагал, Х. Сутин, Н. Альтман, А. Архипенко, С. Булаковский, М. Кикоин, Ж. Липшиц, Л. Инденбаум, Г. Делюк, Д. Штеренберг.
В 1914 году принимала участие в парижской выставке французских и русских художников, организованной Русской академией по инициативе искусствоведа Я. Тугендхольда (среди экспонентов были А. Матисс, Ж. Брак, А. Майоль, А. Бурдель, М. Шагал, Ж. Липшиц, Х. Орлова, А. Жолткевич и другие). В 1915—1917 годах училась в Академии Коларосси (Académie Colarossi) и Академии де ла Гранд Шомьер (Académie de la Grande Chaumière).
В 1918 году семья вернулась в Петроград, но из-за начавшегося у Лидии туберкулезного процесса была вынуждена переехать в Крым. В период 1919—1921 годов вместе с отцом работала в комиссии по охране памятников старины Управления Южнобережных советских хозяйств Крыма. Вступила в Профессиональный союз художников г. Ялты. Принимала участие в выставках Художественного общества Южного берега Крыма в 1919 году (среди участников — И. Билибин, М. Волошин, С. Судейкин) и в 1920 году.
В 1921 году поступила во ВХУТЕМАС на полиграфический факультет, занималась ксилографией в мастерской .В. Фаворского. Среди её преподавателей были П. Флоренский, Н. Купреянов, И. Нивинский, А. Родченко, Л. Попова, П. Митурич, Л. Бруни.
С 1924 года по рекомендации Я. Тугендхольда начала иллюстрировать детские книжки в Госиздате , среди них: «История апельсина» С. В. Шервинского (1926), «Зимняя радость» В. Борисовской (1927).
В 1925 году вышла замуж за художника Георгия Александровича Ечеистова, в дальнейшем работала в том числе и совместно с мужем. В том же году вступила в Ассоциацию художников-графиков при Доме печати. Делегат Общегородской конференции работников изобразительного искусства (1927), VI Московской губернской конференции (1928), 1-й Московской областной конференции работников изоискусства (1929).
С 1925 года принимала участие в международных и национальных выставках, в 1927 году получила похвальный отзыв на Всесоюзной полиграфической выставке.

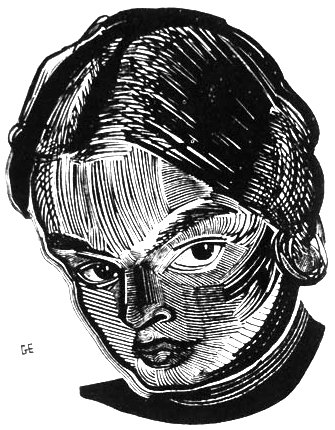
Портрет, 1925

В 1930 году получила диплом ВХУТЕИНа по специальности «художник-технолог издательской промышленности», в качестве дипломной работы зачтены иллюстрации к рассказу Ф. М. Достоевского «Маленький герой» (1928) в технике ксилографии.
В 1929 году находилась в творческой командировке в Средней Азии, собирая натурный материал для детской книги «Узбекистан». В 1930-31 годах в рамках творческой командировки по направлению Всекохудожника (Всероссийское кооперативное объединение «Художник») и ОЗЕТ в составе бригады (Л. Зевин, М. Аксельрод, М. Горшман) выезжала в еврейские колхозы Крыма (коммуны Войо Ново («Новый путь») и Икор). В 1931 году по приглашению Н. Купреянова работала с ним на рыбных промыслах Каспия. По результатам творческих поездок были созданы станковые графические серии «Евпаторийские колхозы» и «Каспийские рыбные промыслы» (гуашь, тушь), представленные на отчетных выставках в Москве. В 1934 году по направлению Всекохудожника вместе с А. Кравцовым и А. Гольдшляком командирована на угольные и соляные шахты в Артёмовск и Славянск для подготовки к выставке «Донбасс в живописи».
В 1930-32 годах — член Общества художников книги (ОХК), с 1932 года — член МОССХ.
Во второй половине 1930-х годов сотрудничала с издательством «Academia», проиллюстрировав книги «Кренкбиль и другие рассказы» Анатоля Франса , «Щелкунчик. Королевская невеста» Э. Т. А. Гофмана (обе — 1937); иллюстрировала и оформляла книги по заказам издательств. «Федерация», «Молодая гвардия» (А. Яковлев. «Жизнь и приключения Роальда Амундсена», 1932 и др.).
Автор панно в технике шелкографии для раздела Наркомпищепрома Советского павильона на Всемирной выставке в Париже в 1937 г.. Для Советского павильона на Всемирной выставке в Нью-Йорке в 1939 году разрабатывала эскиз витражей. Оформляла павильон Торговой палаты СССР на Международной пушной выставке в Лейпциге (1930). Работала художником-оформителем и художественным консультантом секции агитации и пропаганды Центрального совета Общества «Автодор» РСФСР. (1931—1933). В 1934 году по ее эскизам выполнены театральные костюмы для танцевально-пантомимной постановки хореографа В. Каган-Шабшай. В 1939—1941 годах работала в области художественного стекла для Государственного экспериментального института стекла (ГЭИС).
В период 1930-х — 1950-х годов создала ряд живописных полотен, в том числе портреты А. Кравцова, В. Кулагиной-Клуцис, Ш. Горшман, А. Варновицкой, Г. Ечеистова, М. Аксельрода.
Во время Великой Отечественной войны находилась в эвакуации в Чебоксарах. По результатам зарисовок в военном госпитале, где она по поручению президиума МОССХ читала лекции об искусстве раненым, создала ряд живописных станковых работ. Выполнила эскиз панно для Управления по делам искусств при Совнаркоме ЧАССР (экспонировался на выставке ССХ Чувашии). Вернулась в Москву в 1943 году.
В 1945 году совместно с Г. А. Ечеистовым выполнила эскиз и последующую роспись плафонов в жилом доме Генерального штаба Вооружённых сил СССР (Ермолаевский переулок, 9) (в составе бригады Мастерской монументальной живописи при Академии архитектуры под руководством В. А. Фаворского).
В период 1950-х — 1960-х годов выполнила ряд заказов по иллюстрированию книг для издательств Советский график, Международная книга, работала художником-оформителем в Комбинате графического искусства Московского отделения Художественного фонда РСФСР.
В 1960-х — 1980-х годах работала преимущественно в области камерной станковой графики, создав в том числе серии рисунков и акварелей «Сеанс рисунка в интерьере», «Отражения в зеркале».
Скончалась 19 марта 1991 года в Москве. Похоронена на Введенском кладбище.

## Выставки
В период 1925—1956 годов Л. А. Жолткевич принимала участие в международных выставках книжной графики, организованных Всесоюзным обществом культурных связей с заграницей (ВОКС), всесоюзных и республиканских выставках, среди них: Международная вы́ставка декоративного искусства и художественной промышленности (1925, Париж), «Искусство книги» (1927, Лейпциг; 1931, Париж, Лион), «Современное книжное искусство» на Международной выставке прессы (1928, Кельн), Выставка русского искусства (1929, Швейцария), Третья международная выставка гравюр (Филадельфия, 1930), Художественно-кустарная выставка СССР в США (1929); «Первая выставка графики» Ассоциации графиков при Доме печати (Москва, 1926), выставка Ассоциации революционного искусства Украины (АРМУ) «Гравюра и рисунок» (Киев, 1928), Всесоюзная полиграфическая выставка (1929), «Художники РСФСР за 15 лет» (1932) и другие.
В 1937 (1938?) г. её работы были представлены на выставке, организованной Горкомом художников книги и графиков МОССХ. В 1968 году станковые листы из графических серий «Сеанс рисунка в интерьере», «Отражения в зеркале» были экспонированы на вечере творчества художницы в МОСХе.
Работы Жолткевич экспонировались на выставках «Художники первой пятилетки» (1977, Москва, Дом художника), «Автопортрет в русском и советском искусстве» (1976/1977, Москва, ГТГ), Первая Всесоюзная выставка рисунка (1976, Москва), «Московские художники. 20 — 30-е годы. Живопись. Графика. Скульптура» (ГТГ, 1991), «Они сражались за мир» (Чувашский ГХМ, 2005), «Полиграффак Вхутемаса — Вхутеина. Учителя и ученики» (ГТГ, 2009), «ВХУТЕМАС 100. Школа авангарда» (Музей Москвы, 2020—2021), «За фасадом эпохи. Истории московских художников 1920-х — 1940-х годов» (Государственный музей архитектуры им. А. В. Щусева совместно с «Галеев-Галерея», 2021) и других.
Персональная выставка Л. А. Жолткевич состоялась в 1998 году в Государственном выставочном зале «Галерея на Солянке» (Москва). 
В 2025 г. (2 января — 13 апреля) работы художницы экспонировались на выставке «Париж – Москва – ВХУТЕМАС… Александр и Лидия Жолткевич. 1910-е - 1930-е. Графика, живопись, скульптура. Из семейного собрания»: Москва, Мемориальная квартира Андрея Белого (отдел Государственного музея А.С. Пушкина).  

## Семья
Отец — Жолткевич, Александр Ферапонтович (1872—1943), российский и советский скульптор, революционер-народник
- Муж — Ечеистов, Георгий Александрович, художник (1897—1946)
  - Сын — Ечеистов Александр Георгиевич, архитектор (1926—2012)

## Наследие
Произведения Лидии Жолткевич хранятся в ГТГ, ГМИИ им. А. С. Пушкина, Государственном Русском музее, Чувашском государственном художественном музее, региональных музеях России, Каракалпакском государственном музее искусств имени И. В. Савицкого в Нукусе, фондах Исследовательского института истории искусств Гетти (США), частных коллекциях в России и за рубежом.
Искусствоведы и историки искусств, изучавшие её творчество: О. Ройтенберг, А. Кантор, Ю. Герчук, Г. Загянская и другие.